# 히와타시 유이
히와타시 유이(일본어: 樋渡 結依, 2000년 4월 30일 ~ )는 일본의 아이돌이며, 여성 아이돌 그룹 전 AKB48 팀B 멤버이다.
사이타마현 출신. 스페이스 크래프트 소속.

## 내력
2015년
- 5월 10일, 《AKB48 그룹 제2차 드래프트 회의》 제1라운드에서 AKB48 팀A, NMB48 팀N, NMB48 팀BII의 지명을 받아 추첨에 의한 AKB48 팀A가 교섭권을 획득하였다.
- 6월 23일, AKB48 극장에서 열린 팀A 공연에서 전좌 걸즈로 데뷔했다.
- 9월 17일, 동년 9월 12일부터 시작된 AKB48 극장 특별 공연 〈이브는 아담의 갈비뼈〉에 첫 출연하였다.
- 11월 8일, AKB48 극장 특별 공연 〈내가 여기있는 이유〉 첫날 공연에 출연하였다.

2016년
- 2월 10일, 팀 A 7th Stage 「M.T에게 바친다」첫날 공연에서 정규 멤버로 승격하였다.
- AKB48 44th 싱글 翼はいらない에 첫 선발로 들어가게 된다.

2017년
- 5월부터 6월에 걸쳐 실시된 《AKB48 49th 싱글 선발 총선거》에서는 73위로, 업커밍 걸즈에 선출되었다[1].

2019년
- 11월 30일, AKB48 극장에서 행해진 졸업 공연으로 인해 AKB48를 졸업.

## AKB48에서의 참가곡

### 싱글 CD 선발곡
- 〈君はメロディー〉에 수록
  - M.T.に捧ぐ / M.T.에 바친다 - 팀 A 명의
- 翼はいらない / 날개는 필요 없어
  - Set me free - 팀 A 명의
- 〈ハイテンション / 하이 텐션〉에 수록
  - 抑えきれない衝動 / 억누를 수 없는 충동 - 웨이팅 서클 명의
- 〈シュートサイン / 슛 싸인〉에 수록
  - アクシデント中 / 사고 중 - AKB48 U-19 선발 명의
- 〈願いごとの持ち腐れ / 소원을 간직할 뿐〉에 수록
  - 前触れ / 전조
- 〈#好きなんだ / # 좋아해〉에 수록
  - 月の仮面 / 달의 가면 - 업커밍 걸즈 명의
- 〈11月のアンクレット / 11월의 앵클릿〉에 수록
  - 法定速度と優越感 / 법정속도와 우월감 - U-17 선발 명의

### 극장 공연 유닛곡
팀 A 「연애 금지 조례」 공연
- ロマンスかくれんぼ / 로맨스 숨바꼭질 (전좌 걸즈)

팀 A 7th Stage 「M.T에게 바친다」공연
- 制服ビキニ / 유니폼 비키니
- 夢でKiss me! / 꿈에서 Kiss me! ※
※미야와키 사쿠라의 언더

## 출연

### TV 프로그램
- AKBINGO! (부정기 출연, 닛폰 TV)
- AKB48 네모우스 TV (패밀리 극장)
  - Season20 (2016년 1월 3일)